# Поштовий клієнт
Поштовий клієнт, клієнт електронної пошти, емейл-клієнт — комп'ютерна програма, яка встановлюється на комп'ютері користувача і призначена для одержання, написання, відправлення та зберігання повідомлень електронної пошти одного або декількох користувачів (у випадку, наприклад, кількох облікових записів на одному комп'ютері) або декількох облікових записів одного користувача.

## Функції
Великі поштові програми, так звані «все в одному», такі як Mozilla Thunderbird, The Bat! і Microsoft Outlook, сьогодні комбінують роботу MSA, MDA і MRA в одній програмі. Простіші поштові агенти (англ. mail user agent, MUA), наприклад Mutt, також є поштовими програмами.
На відміну від поштового сервера, клієнт електронної пошти зазвичай відправляє повідомлення не прямо на відповідний сервер одержувача, а на один і той же поштовий сервер, який виступає як релей. Зазвичай це поштовий сервер провайдера або компанії. Відправка пошти найчастіше здійснюється за протоколом SMTP. Клієнт електронної пошти приймає пошту з одного або декількох поштових серверів, часто це той же сервер, котрий слугує для відправки. Прийом пошти зазвичай здійснюється за протоколами POP або IMAP.
Також в функції клієнта електронної пошти може входити: сортування, зберігання повідомлень, пошук по архіву повідомлень, ведення адресної книги, фільтрація прийнятих повідомлень за різними критеріями, конвертація форматів, шифрування, організація інтерфейсів з офісними програмами та інші функції.

### NNTP
Часто поштові програми дозволяють спілкуватися в групах новин (Usenet), заснованих на технології NNTP. Існують NNTP-шлюзи в мережу Фідонет.

### HTML і Web
Деякі веб-браузери, такі як Opera (M2) або SeaMonkey, мають вбудовані поштові клієнти. Зазвичай для перегляду HTML-листів поштові програми користуються рушіями споріднених браузерів: Microsoft Outlook Express користується Trident; Mozilla Thunderbird — Gecko, спільно з SeaMonkey і Firefox.
З іншого боку, великої популярності набули онлайнові поштові системи, такі як Hotmail, Gmail або mail.ru. Функції поштового клієнта, тобто доступ і керування кореспонденцією, у них забезпечує вебзастосунок, який прямо взаємодіє з поштовим сервером служби (хоча доступ до цих поштових сервісів можна отримати і з локально встановлених поштових клієнтів).